# Xystrosoma tectosagum
Xystrosoma tectosagum är en mångfotingart som beskrevs av Ribaut 1927. Xystrosoma tectosagum ingår i släktet Xystrosoma och familjen Chamaesomatidae. Inga underarter finns listade i Catalogue of Life.